# توماس داردن
توماس داردن هو ضابط وسياسي أمريكي، ولد في 8 سبتمبر 1900 في بروكلين في الولايات المتحدة، وتوفي في 17 يونيو 1961. انتخب حاكم ساموا الأمريكية ‏ (7 يوليو 1949 – 23 فبراير 1951).